# براندان دوبويس
براندان دوبويس (بالإنجليزية: Brendan DuBois)‏ (19 سبتمبر 1959، نيوهامبشير في الولايات المتحدة)؛ روائي أمريكي.

## روابط خارجية
- براندان دوبويس على موقع IMDb (الإنجليزية)